# Los Sauces
Los Sauces este un târg și comună din provincia Malleco, regiunea La Araucanía, Chile, cu o populație de 7.169 locuitori (2012) și o suprafață de 849,8 km2.